# Coelacanthidae
De Coelacanthidae vormen een familie van uitgestorven kwastvinnige vissen.  De fossielen van deze vissen zijn verspreid over de hele wereld gevonden en dateren uit het Perm. Deze groep stierf uit gedurende het Jura.
Er is verwarring over de naamgeving omdat verwante vissoorten met de naam coelacant nog steeds voorkomen. Deze vissen behoren echter tot de familie Latimeriidae. Fossielen van deze familie zijn ook gevonden in het Trias en pas in 1938 werd duidelijk dat vertegenwoordigers van deze familie nog levende populaties in zee hebben.

## Taxonomie
- Familie Coelacanthidae †
  - Geslacht Axelia †
  - Geslacht Coelacanthus †
  - Geslacht Ticinepomis †
  - Geslacht Wimania †